# عبدالرزاق ایسوفو
عبدالرزاق ایسوفو (انگلیسی: Abdoul Razak Issoufou؛ زادهٔ ۲۶ دسامبر ۱۹۹۴) ورزشکار تکواندو اهل نیجر است.
وی در مسابقات کشوری و بین‌المللی در مجموع برندهٔ ۳ مدال طلا و ۱ مدال نقره شده‌است.